# Luca Carlevarijs

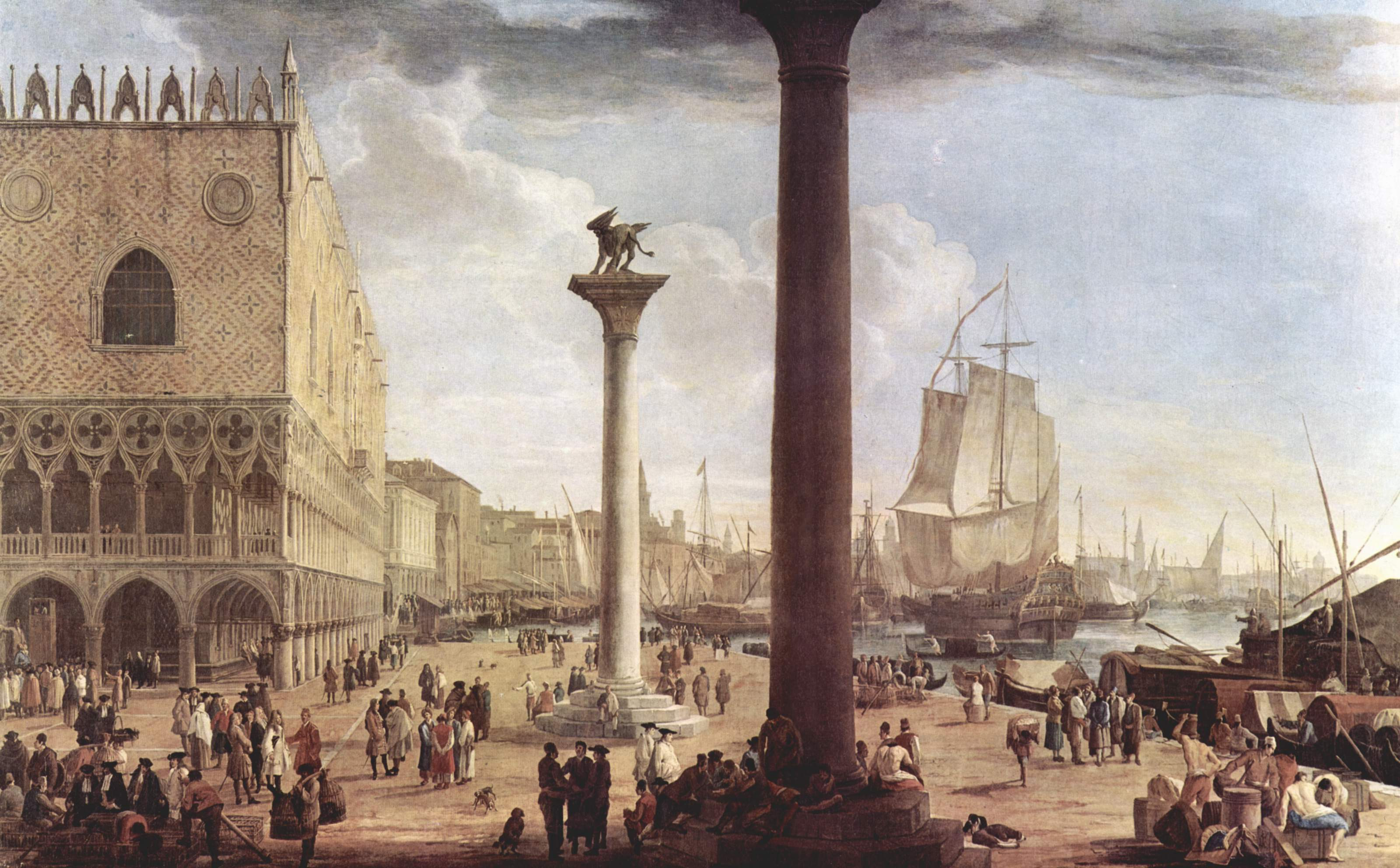
Veduta di Piazza San Marco.

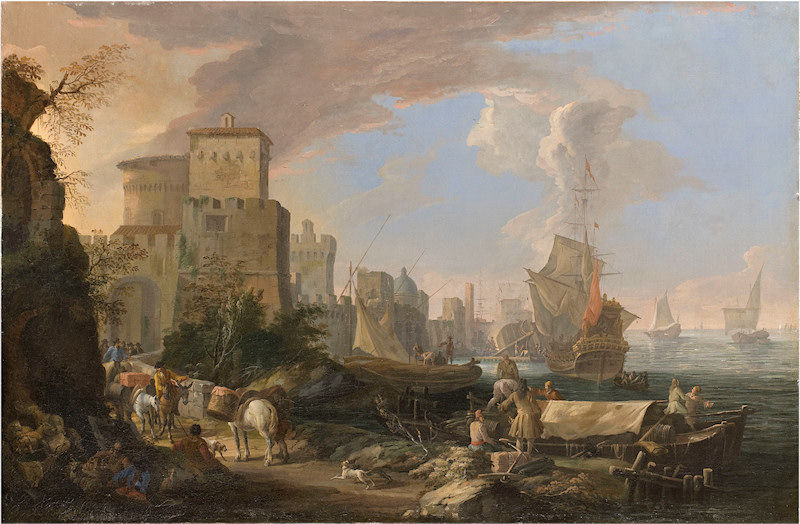
Capriccio con scene di vita in una città portuale (Fondazione Cariplo).

Luca Carlevarijs (talvolta anche Carlevaris) (Udine, 20 gennaio 1663 – Venezia, 12 febbraio 1730) è stato un pittore italiano, cittadino della Repubblica di Venezia.

## Biografia
Nacque il 20 gennaio 1663 a Udine; il padre, Giovanni Leonardo Carlevarijs, era scultore e architetto. Nel 1666 perse la madre e tre anni dopo anche il padre. Nel 1679 il piccolo Luca si trasferì a Venezia con la sorella maggiore Cassandra, in una casa di proprietà presso la parrocchia dei Carmini. Tra 1685 e 1690 si avvenne un suo ipotetico viaggio a Roma; viaggio riportato da alcune fonti ma privo di riscontri documentari, in cui il giovane artista avrebbe avvertito il richiamo dei paesaggisti e dei rovinisti, stranieri e non, attivi a Roma in quegli anni. Le fonti concordano su una sua formazione indipendente, da autodidatta. Nel 1699 sposò a Venezia Giovanna, figlia dell'orefice Bastiano Suchetti. Risalirebbe allo scadere del '600 l'inizio della sua attività di vedutista, non documentata, tuttavia, da opere certe. Già da prima invece aveva senza dubbio preso l'avvio della produzione di quadri da cavallette con paesaggi, rovine, porti e battaglie navali. Nel 1700 nacque il primo figlio, Pietro, seguito l'anno seguente da Caterina e in seguito da altri. Il 1703 fu l'anno di pubblicazione delle 103 vedute di Venezia incise all'acquaforte e raccolte in un volume dal titolo "Le Fabriche, e vedute di Venezia". Nello stesso anno licenziò per l'ambasciatore francese a Venezia, monsieur de Charmont, una tela (a Montecarlo, collezione privata) raffigurante il suo Ingresso solenne in palazzo ducale, prima prova vedutistica certa di Luca. Nel 1704 il collezionista lucchese Stefano Conti, futuro committente anche del Canaletto, gli commissionò tre vedute veneziane. Due anni più tardi, la formula inaugurata per de Charmont si perfezionò nell'esemplare eseguito per il nuovo ambasciatore di Francia, Henri-Charles Arnauld detto l'abate di Pomponne, che nel 1706 fece il suo ingresso solenne in Palazzo Ducale. L'anno seguente realizzò la più famosa redazione del tema degli Ingressi, quella per l'ambasciatore britannico conte di Manchester (a Birmingham). Dal 1708 al 1713 risultava iscritto alla Fraglia dei pittori veneziani. In occasione del soggiorno veneziano del re di Danimarca (1709), dipinse la Regata conservata nel castello di Frederiksborg, che consolida le sue virtù nel genere vedutistico. L'anno seguente perse la moglie Giovanna. Accanto alle vedute cerimoniali, Luca non aveva tralasciato le vedute libere da occasioni particolari, dedicate ai luoghi più rilevanti della città, l'area marciana in primis. Nel 1724 venne definito «Pictor Venetus et Mathematicae cultor egregius» nell'incisione che Giovanni Antonio Faldoni (uno dei migliori incisori del tempo) trasse da un ritratto del pittore eseguito dal ritrattista veneziano Bartolomeo Nazzari (Oxford). L'Ingresso in palazzo ducale dell'ambasciatore conte von Colloredo Waldsee (Dresda), perdura la sua fama di vedutista cerimoniale, confermata dalle tele di eguale soggetto per l'ambasciatore francese conte de Gergy. Nel 1726 il suo nome ricompariva fra gli iscritti alla Fraglia veneziana. L'anno seguente, l'età e la salute malferma lo indussero a fare testamento. Ma è datata a questo momento una serie di quattro vedute con il Molo, piazza San Marco, la Piazzetta e il ponte di Rialto, per il feldmaresciallo tedesco Johann Mathias von der Schulenburg, importante personaggio nella vita militare e artistica veneziana del '700. Nel 1728, fu colpito da una progressiva paralisi, e del resto sopraffatto dall'ormai incontenibile successo di Canaletto, abbandonò l'attività. Muore a Venezia il 12 febbraio 1730.
Fu influenzato da Gaspar van Wittel ed è considerato il precursore del Canaletto e degli altri vedutisti veneziani.
Luca Carlevarijs realizzò incisioni con vedute di Venezia. Nelle sue acqueforti le linee sono nervose e fluide. La città viene vista riflessa come in uno specchio e la realtà come un gioco fantastico e variabile.